# Rothenschirmbach
Rothenschirmbach ist ein Ortsteil der Lutherstadt Eisleben im Landkreis Mansfeld-Südharz in Sachsen-Anhalt.

## Geografie
Rothenschirmbach liegt am nordöstlichen Rand der Süd-West-Rand-Störung des Hornburger Sattels, der mit seinem roten Sandstein der Landschaft sein Gepräge gibt. Im Bereich des heutigen Sportplatzes erreicht der Bergrücken eine Höhe von bis zu 280 m ü. NN. Nach Südwesten schließt sich die Sangerhäuser Mulde mit fruchtbaren Böden an, die eine intensive und ertragreiche Landwirtschaft in langer Tradition ermöglicht.
Der Ort liegt rund 9 km südlich von Lutherstadt Eisleben unweit der B 180 und der A 38 (Anschlussstelle Nr. 19). Die Bundesstraße geht auf die alte Kupfer-Weinstraße zwischen Eisleben und Karsdorf an der Unstrut zurück.

## Geschichte
In einem zwischen 881 und 899 entstandenen Verzeichnis des Zehnten des Klosters Hersfeld wird Rothenschirmbach als zehntpflichtiger Ort Scrinbechiu im Friesenfeld erstmals urkundlich erwähnt. Siedlungsreste und ein Grab der Linienbandkeramik, eine Steinkiste der Kugelamphorenkultur, zwei schnurkeramische Steinkisten sind die ältesten Funde im Umkreis Rothenschirmbachs. Ein Steingrab der mittleren Bronzezeit lag südlich vom Dorf.
1140 hieß es Scirinbeche (altsächsisch skiri ‚lauter‘, ‚rein‘, vielleicht auf einen Quell oder Bach bezogen). Ein typisches Haufendorf, lehnt es sich wie Sittichenbach an den Roten Berg (245 Meter über NN) an. Der Ort war kein mansfeldisches Dorf, vielmehr hängen mit einem Flurstück namens Kilians-, alias Königs-, alias Kirchenhagen, 1 Kilometer östlich vom Dorf Beziehungen zum Kloster Paulinzella zusammen.
Paulina, mit dem Edlen Ulrich von Schraplau vermählt, bezog nach einem wechselvollen Leben in einem abgeschiedenen Tal des Thüringer Waldes eine Klause, aus der sich binnen kurzem klosterartige Einsiedeleien entwickelten. Als sie 1112 starb, wurde ihr Leichnam in der Kapelle Marienzelle, dem späteren Paulinenzelle, beigesetzt. Bald darauf bekundete die Mehrzahl der Mönche den Wunsch, eine neue Zelle in dem von ihnen auserkorenem Rothenschirmbach, dem eigentlichen Wohnsitz der heiligen Frau, zu gründen. Ein geistlicher Schiedsspruch (1139) in ihrem Sinne erwies sich als übereilt.
Ein Mönch berichtete über Mangel an Bauholz, Wasser, die Nähe des Dorfes und andere Beschwernisse, die die Brüder noch im selben Jahr zur Rückkehr nach Paulinenzelle bewog.
Seine Güter im Dorf musste Paulinenzelle im Lauf der Zeit aufgeben, allgemein zu Gunsten des nahen Klosters Sittichenbach und vor allem hinsichtlich der Grundherrschaft und der Gerichtsbarkeit. Rothenschirmbach gehört zu den Dörfern, denen es gelang, ihre dörfliche Verfassung zu qualifizieren, ohne dass es der angestrebte Marktflecken geworden wäre (um 1490: Burmeister, drei Schoßherren, drei Altsassen). Damit waren für die Einwohner wirtschaftliche Verbesserungen verbunden, die ihre Teilnahme an den Arbeitsniederlegungen und Unruhen von 1526 (im mansfeldischen) ausschlossen. Der Ort gehörte bis 1815 zum sächsischen Amt Sittichenbach und wurde danach preußisch.
Am 1. Januar 2005 wurde Rothenschirmbach in die Lutherstadt Eisleben eingegliedert.
In Rothenschirmbach wurde 2005 das erste Monolithgrab der Glockenbecherkultur (GBK) in Sachsen-Anhalt entdeckt. Der 1,55 m lange und zwischen 34 und 55 cm breite, 400 kg wiegende Stein lag über einem 20–30-jährigen Mann, der in Hockerstellung bestattet war.

## Politik

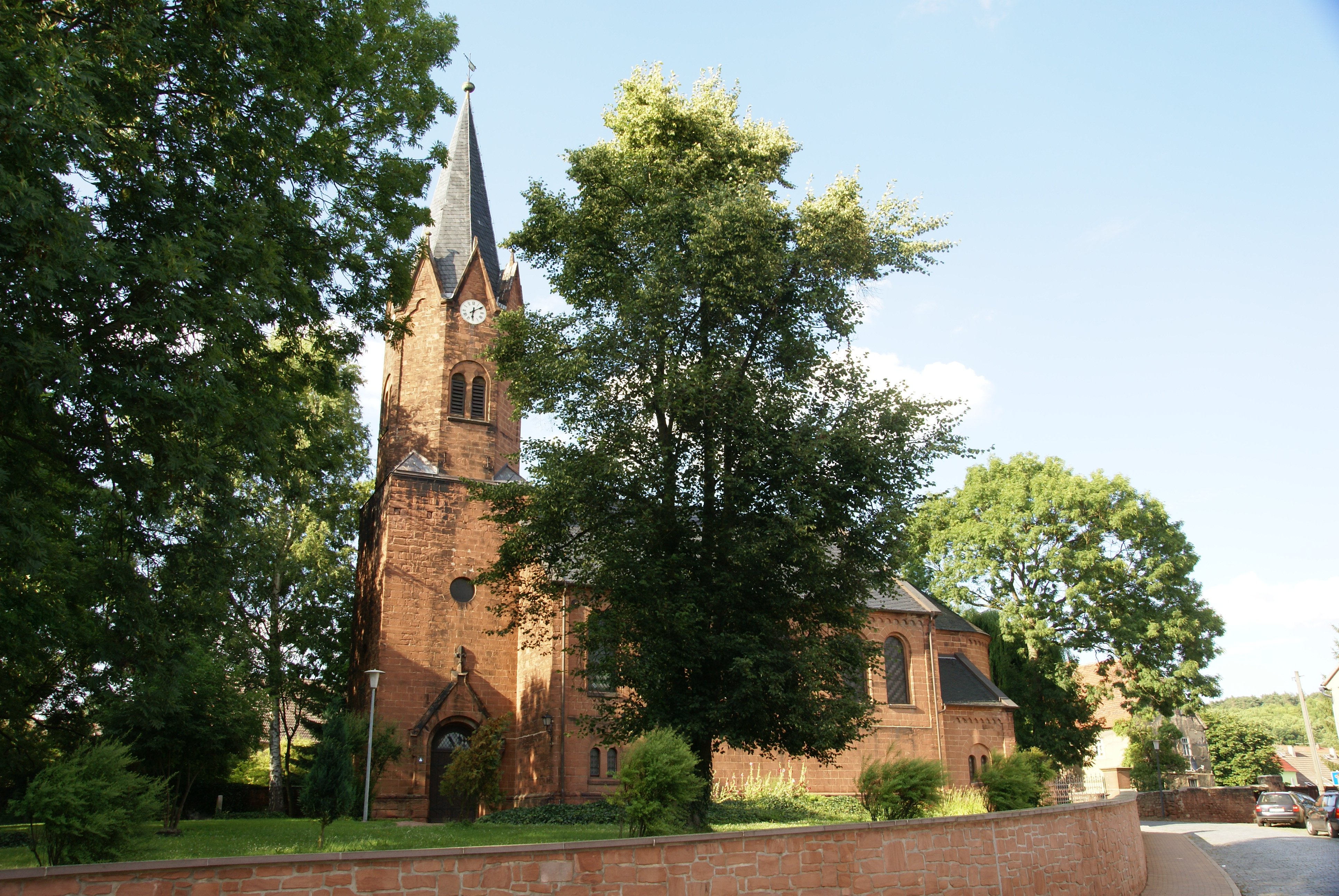
Die Dorfkirche von Rothenschirmbach Rothenschirmbach

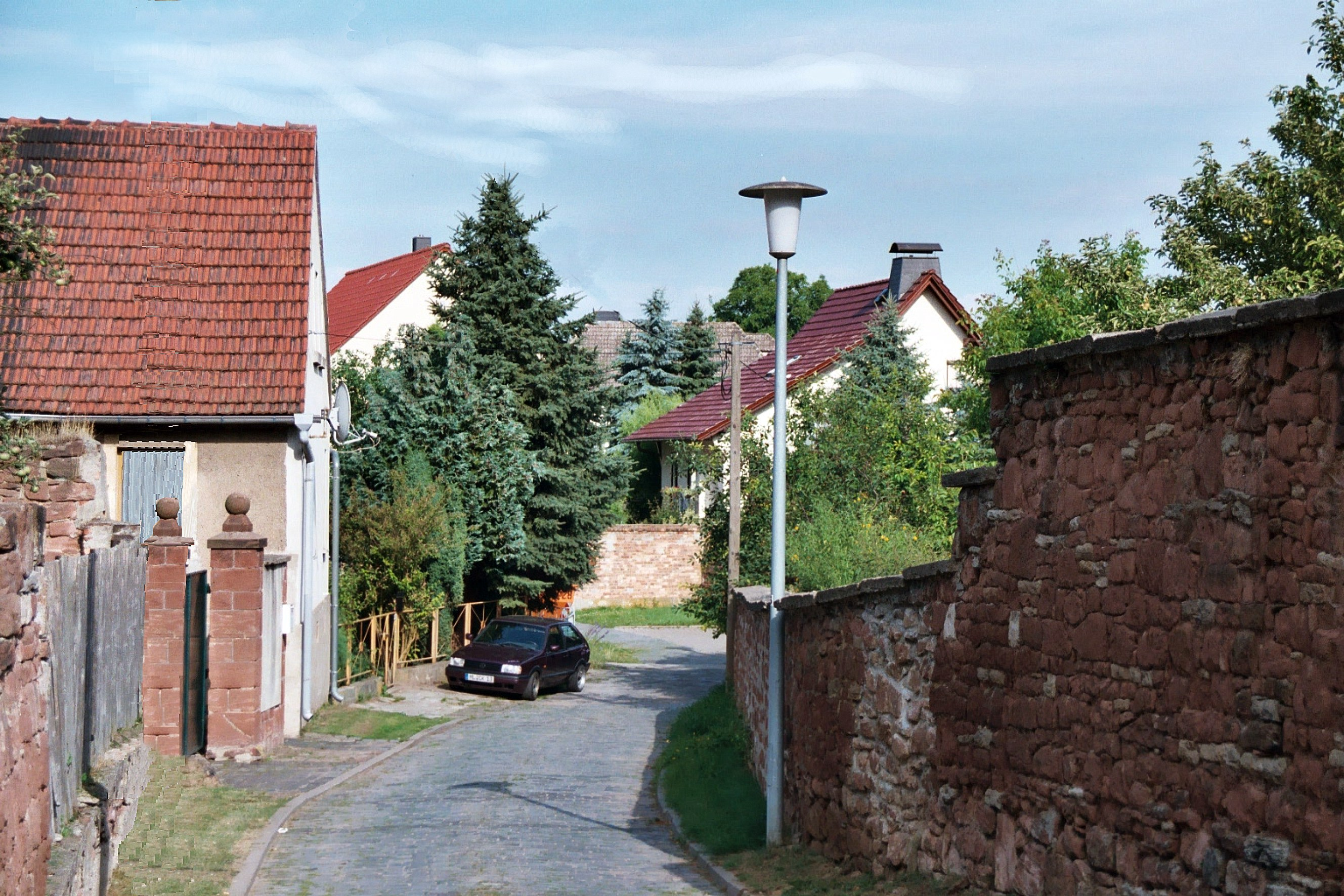
Die Dorfstraße

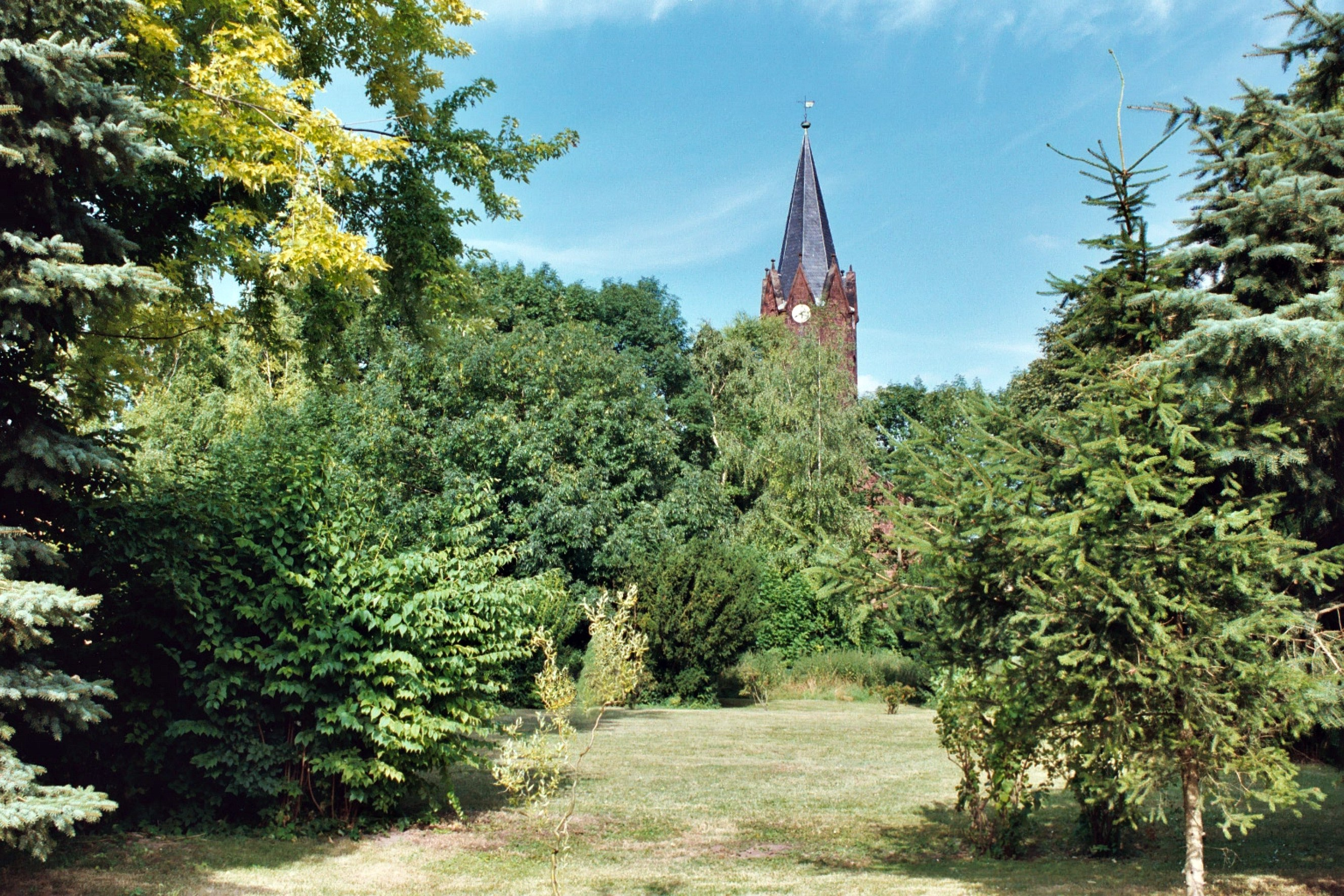
Der Park

### Ortsbürgermeister
Ortsbürgermeister ist Dieter Preibisch (SPD). Seine Stellvertreterin ist Sandra Kögel (Wir-für-Rothenschirmbach e. V).

### Ortsrat
Der Rat besteht aus sechs Ratsmitgliedern.
| Parteien und Wählergemeinschaften | Sitze |
| --------------------------------- | ----- |
| Freiwillige Feuerwehr             | 3     |
| Wir-für-Rothenschirmbach e. V.    | 2     |
| SPD                               | 1     |

(Stand: Kommunalwahl am 26. Mai 2019)

## Wirtschaft und Infrastruktur
Rothenschirmbach war seit seiner Gründung ein landwirtschaftlich geprägtes Dorf. Mit dem Zuzug vieler Umsiedler nach 1945 (zeitweise über 1100 Einwohner) lebten Handwerk und Handel im Ort stark auf. So waren 1960 ca. 20 Gewerke im Dorf tätig.
Im Jahre 1962 wurde die LPG (Landwirtschaftliche Produktionsgenossenschaft) gegründet, um die Effektivität der Landwirtschaft zu erhöhen.
Mit dem politischen Umbruch im Jahre 1989/90 und der Wiedervereinigung Deutschland wurde auch in Rothenschirmbach die wirtschaftliche Entwicklung maßgeblich vorangetrieben.
Ab dem Jahre 1992 wurden Gewerbeflächen südöstlich und südwestlich des Kerndorfes mit einer Gesamtfläche von ca. 30 ha eingerichtet. Es wurde die erforderliche Infrastruktur aufgebaut.
Angetrieben wurde die Entwicklung auch dadurch, dass die Nord-Süd-Achse der ehemaligen Kupfer-Wein-Straße, heute B 180, einerseits ausgebaut wurde (2002 eröffnet) und andererseits eine Ost-West-Verbindung der Ballungsräume Leipzig/Halle und Göttingen mit der A 38 geschaffen werden sollte. Seit dem 22. Dezember 2009 ist diese Verbindung durchgehend befahrbar.
In der Folge kam es zu einer Vielzahl von Ansiedlung von Unternehmen u. a. der Automobilbranche und verschiedener Dienstleistungen, mehrerer Handelseinrichtungen und einiger Produktionsbetriebe. So z. B. Firmen des Metallbaus, der Schalungsherstellung, des Pumpenbaus und der Mikroelektronik.
Dem ortsansässigen landwirtschaftlichen Betrieb gelang es unter den geänderten Rahmenbedingungen, sich mit der Weiterentwicklung moderner Produktionsmethoden in der Landwirtschaft neu zu strukturieren und sich im Markt zu behaupten. Seit 2011 erfolgt darüber hinaus eine Direktvermarktung inkl. von landwirtschaftlichen Produkten aus der Region im Rothenschirmbacher Landmarkt.

## Sehenswertes

### Autobahnkirche Rothenschirmbach
Die Kirche Rothenschirmbach wird seit 11. Juni 2006 als Autobahnkirche genutzt – sie ist die vierte Autobahnkirche in Sachsen-Anhalt.